# Edvard Fleetwood
Edvard Fleetwood (i riksdagen kallad Fleetwood i Odensviholm), född 8 maj 1862 i Höreda församling, Jönköpings län, död 19 maj 1924 i Odensvi församling, var en svensk friherre och riksdagspolitiker. Han var måg till Gunnar Wennerberg och far till Folke Fleetwood.
Fleetwood blev underlöjtnant vid Smålands husarregemente 1882, löjtnant 1894, ryttmästare i armén 1902 och vid regementet 1903. Under mandatperioden 1909-1911 var han ledamot i riksdagens andra kammare. Han ålades en del förtroendeuppdrag i riksdagen, han var bland annat ledamot i särskilt utskott 1910 och suppleant i samma utskott 1911. Han återkom senare till riksdagen som ledamot av första kammaren under den lagtima riksdagen 1919.